# Susanna Jara
Susanna Jara (ukrainisch Сусанна Яра; * 15. März 1984 in Potschajiw, Ukrainische SSR) ist eine ukrainische Interpretin von Weltmusik und Jazz (Gesang, Geige, Komposition, Arrangement).

## Leben und Wirken
Jara, deren Mutter einen ukrainischen Chor leitete, erhielt im Alter von vier Jahren ersten Geigenunterricht. 1992 zog sie mit ihrer Familie nach Polen, wo sie den Unterricht fortsetzte. Auch sang sie im Kirchenchor und spielte auf der Bandura, Cello, Kontrabass, Drehleier und Perkussion. Sie hat an der Jagiellonen-Universität mit dem Hauptfach Ukrainische Philologie studiert. Auf ihren eigenen Alben kombiniert sie Folkloreelemente sowohl aus ihrer ukrainischen als auch ihrer neuen polnischen Heimat mit Jazz und Rockmusik.
Seit 2015 trat Jara zudem als Sängerin der Band Hrdza aus der Slowakei auf, mit der sie 2016 das Finale der Talentshow Česko Slovensko má talent erreichte. 2017 interpretierte sie Werke von Karol Szymanowski beim Festival Opera Rara. Miłosz Skwirut holte sie für seine EP Road Movies (2019). Weiterhin war sie in den letzten Jahren mit Szymon Piotrowskis Elektro-Gruppe T Dot Est unterwegs, mit der sie das Album Hulaty (2020) vorlegte. 

## Diskographische Hinweise
- Wesna, wesnoju (2013)[1]
- Chłopczyna (Single, 2013)
- Rusyn Takes (Wydawnictwo Ruska Bursa, 2017)
- Susanna Jara, Paweł Harańczyk: Piosenki Do Spektaklu «Anna Wiktoria» (2017)